# Lane Chandler
Lane Chandler (4 de junho de 1899 - 14 de setembro de 1972) foi um ator de cinema estadunidense que iniciou sua atuação na era do cinema mudo, atuando também na era sonora e na televisão. Especializado em Westerns, trabalhou em 389 filmes entre 1921 e 1971.

## Biografia
Nascido Robert Clinton Oakes em um rancho perto de Culberston, Montana, era filho de um criador de cavalos, George Oakes e Irene Oakes. Ainda era criança quando sua família se mudou para Helena, Montana, onde Lane estudou. Ele freqüentou por um tempo a Montana Wesleyan College (que mais trade passou a fazer parte do Rocky Mountain College), mas saiu para dirigir um ônibus de turismo no Yellowstone National Park.
No início dos anos 1920, Lane se mudou para Los Angeles, Califórnia, e começou a trabalhar de mecânico. Mediante suas experiências de vida, crescendo num rancho de cavalos, ele começou a atuar em pequenos papéis de westerns em 1925, pela Paramount Pictures. Os executivos do estúdio sugeriram a mudança de nome para Lane Chandler, e atuou ao lado de estrelas da época, tais como Clara Bow, Greta Garbo, Betty Bronson e Esther Ralston. Sua primeira atuação, ainda como extra, foi em The Idle Class, de Charles Chaplin, em 1921, mas seu primeiro papel creditado foi em Open Range, de 1927, ao lado de Betty Bronson.
Durante a era muda, teve papéis importantes, porém com a chegada do cinema sonoro, começou a trabalhar mais em papéis coadjuvantes, como em  The Great Mike, de 1944. Com o advento da televisão, atuou em várias série de televisão, tais como The Lone Ranger, The Adventures of Wild Bill Hickok, Lawman, Have Gun – Will Travel, Rawhide, Maverick, Cheyenne e Gunsmoke. Continuou atuando na TV e nos filmes através de 1966, até aposentar-se confortavelmente devido a sua participação em comerciais.
Seu último filme foi One More Train to Rob, lançado em 1 de junho de 1971, em que fez um pequeno papel não creditado.
Lane morreu em Los Angeles, de Doença cardiovascular em 1972, aos 71 anos.

## Filmografia parcial
- The Idle Class (1921, extra)

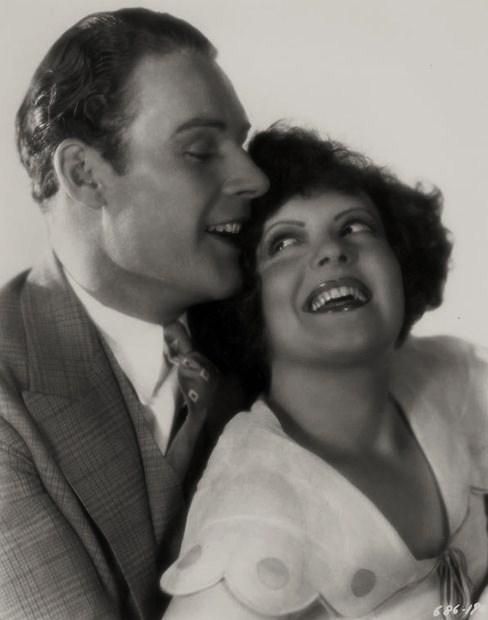
Lane Chandler e Clara Bow no filme Red Hair (1928).

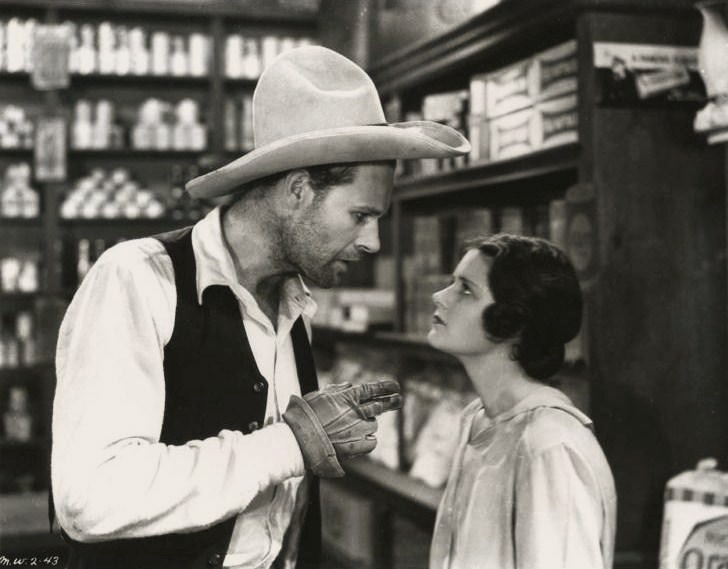
Lane Chandler e Nancy Shubert no filme Sagebrush Trail (1933).

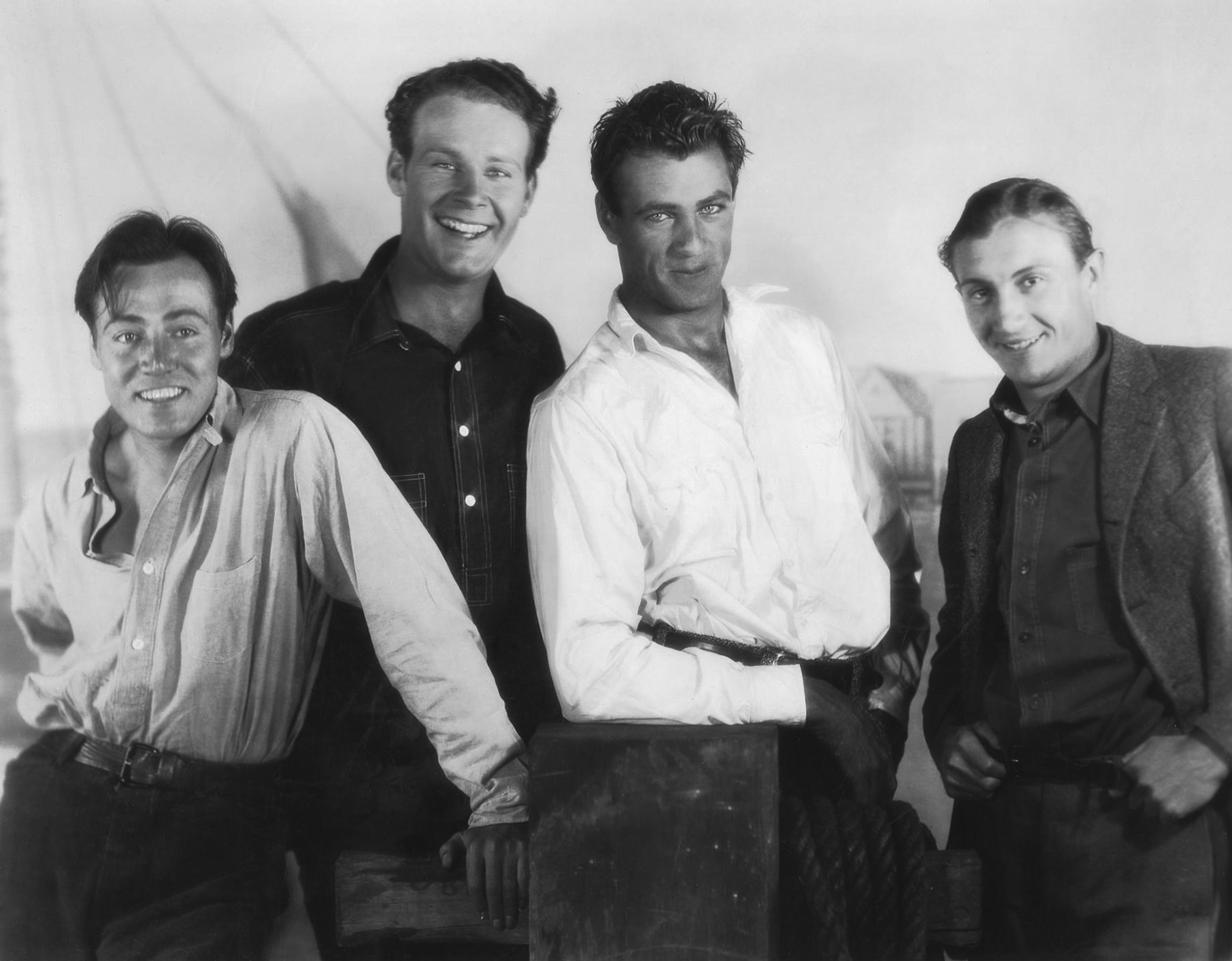
Leslie Fenton, Lane Chandler, Gary Cooper e Rowland V. Lee (diretor) no set de filmagem de The First Kiss (1928).

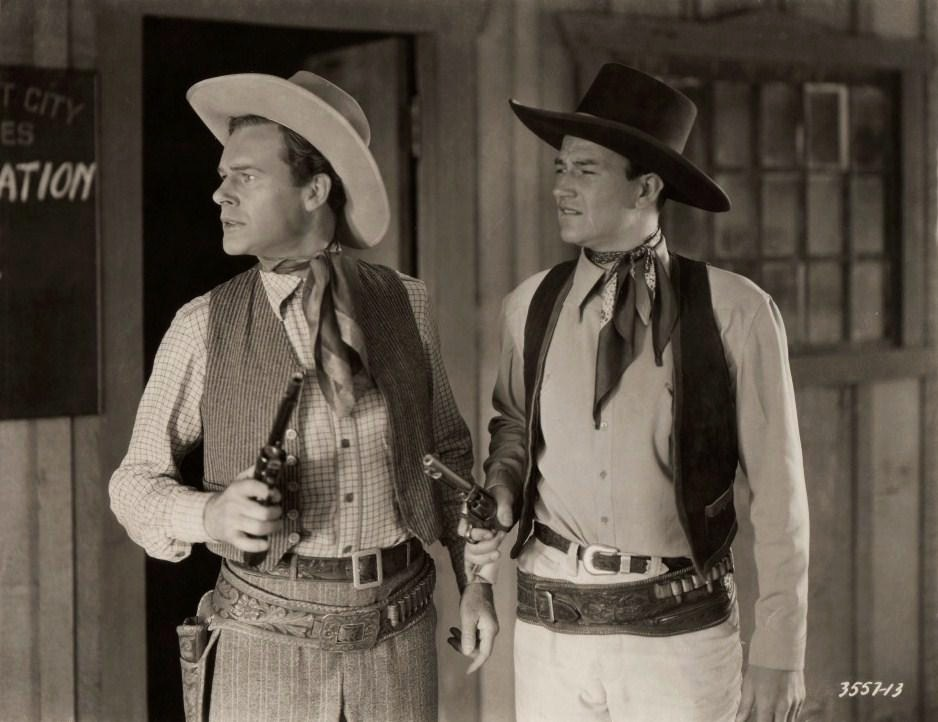
Lane Chandler (esquerda) & John Wayne em Winds of the Wasteland (1936)

- The Last Outlaw (1927, não-creditado)
- Open Range (1927)
- The Legion of the Condemned (1928) com Fay Wray e Gary Cooper
- Red Hair (1928) com Clara Bow
- The First Kiss (1928) com Fay Wray e Gary Cooper
- The Single Standard (1929) com Greta Garbo
- The Forward Pass (1929)
- The Lightning Express (seriado, 1930)
- The Primrose Path (1931)
- The Battling Buckaroo (1932)
- THe Wyoming Whirlwind (1932)
- The Sign of the Cross (1932)
- Fighting with Kit Carson (seriado, 1933)
- Sagebrush Trail (1933)
- The Affairs of Cellini (1934, não creditado)
- Three Smart Girls (1936)
- Winds of the Wasteland (1936)
- Flash Gordon (1936)
- The Plainsman (1936)
- The Black Coin (seriado, 1936)
- The Lawless Nineties (1936)
- Undersea Kingdom (seriado, 1936)
- Zorro Rides Again (1937)
- Wells Fargo (1937)
- Conquest (1937, não-creditado)
- Kid Galahad (1937, não-creditado)
- Tim Tyler's Luck (1937, seriado)
- The Spider's Web (não-creditado, 1938)
- Angels with Dirty Faces (1938)
- The Buccaneer (1938)
- The Lone Ranger (seriado, 1938)
- Union Pacific (1939)
- The Oregon Trail (1939, seriado, não creditado)
- Flying G-Men (1939)
- The Green Hornet (1940, seriado, não creditado)
- Virginia City (1940)
- North West Mounted Police (1940)
- Santa Fe Trail (1940)
- The Howards of Virginia (1940)
- Deadwood Dick (1940)
- Junior G-Men (1940, seriado, não creditado)
- Sergeant York (1941)
- They Died with Their Boots On (1941)
- Sky Raiders (1941, seriado, não creditado)
- The Spider Returns (1941)
- Reap the Wild Wind (1942)
- The Pride of the Yankees (1942)
- Don Winslow of the Navy (1942)
- A Lady Takes a Chance (1943)
- The Story of Dr. Wassell (1944)
- Casanova Brown (1944)
- Laura (1944)
- The Great Mike (1944)
- The Purple Monster Strikes (1945)
- Along Came Jones (1945)
- The Dark Mirror (1946)
- Monsieur Beaucaire (1946)
- Unconquered (1947)
- Albuquerque (1948)
- Samson and Delilah (1949)
- Montana (1950)
- The Well (1951)
- Along the Great Divide (1951)
- The Greatest Show on Earth (1952)
- Rancho Notorious (1952)
- Thunder Over the Plains (1953) com Randolph Scott e Phillyis Kirk
- Calamity Jane (1953)
- Living It Up (1954)
- Prince of Players (1955)
- Tall Man Riding (1955)
- The Buccaneer (1958)
- One More Train to Rob (1971)